# Miodrag Anđelković
Miodrag Anđelković (født 7. december 1977) er en tidligere serbisk fodboldspiller.